# Кубышкин, Александр Иванович
Алекса́ндр Ива́нович Кубы́шкин (род. 28 июня 1950, Иваново) ― российский историк, доктор исторических наук (1994), профессор, директор Центра американских исследований Волгоградского государственного университета (1995—2008), профессор Санкт-Петербургского государственного университета, действительный член Академии гуманитарных наук. Известен своими работами по международным отношениям, по истории стран Центральной и Северной Америки, а также по истории высшего образования в США.

## Биография
Родился 28 июня 1950 года в городе Иваново.
Учился в средней школе № 41 в Иванове, после которого поступил в Ивановский государственный университет, который окончил в 1974 году. С 1969 по 1982 годы был вице-президентом Ивановского киноклуба «Экран и ты».
В 1978 году окончил аспирантуру Ленинградского государственного университета. В 1979 году защитил кандидатскую диссертацию «Основные проблемы гватемальской буржуазно-демократической революции 1944—1954 гг. : критика концепций буржуазной историографии США» на соискание учёной степени кандидата исторических наук. В 1978—1982 годах преподавал в Ивановском государственном университете.
С 1982 по 2008 год преподавал в Волгоградском государственном университете. С 1984 по 1986 годы руководил студенческим киноклубом в Волгоградском государственном университете.
В 1989—1993 годах учился в докторантуре Институте всеобщей истории Российской академии наук. В 1994 году защитил диссертацию на соискание учёной степени доктора исторических наук, тема диссертации «Англо-американское соперничество в Центральной Америке в ХIХ — начале XX вв.» (специальность — Всеобщая история. Новая и новейшая история).
В 1993―1995 годах работал помощником депутата Государственной думы Российской Федерации. С 1995 по 2008 год возглавлял кафедру регионоведения и международных отношений Волгоградского университета. Там же создал научно-исследовательский Центр американских исследований университета «Americana», положил начало изданию периодических изданий «Americana» и «Канадские тетради».
Был стипендиатом программы Фулбрайта (1996—1997) и Института Кеннана (2003). Избран почётным доктором Мэнсфилдского университета (США) в 1997 году.
В настоящее время работает профессором факультета свободных искусств и наук Санкт-Петербургского государственного университета.

## Вклад в науку
Написал ряд монографий по вопросам истории международных отношений и внешней политики политологии международных отношений. Занимался историей и теорией международных отношений. Исследовал внешнюю политику стран американского континента, а также российско-американские отношения. Также изучал роль современного университетского образования в мире. Его работы публиковались в США, Великобритании, Канаде, Франции.
Написал ряд публикаций в периодической печати по проблемам современного кинематографа и кинообразования. Участник многих российских и зарубежных научных конференций.

## Награды
- Медаль «За заслуги», Волгоградский университет (2003)
- Почётный работник высшего профессионального образования Российской Федерации (2005)

## Членство в научных и общественных организациях
- Правления Российской ассоциации канадских исследований
- Российская ассоциация американских исследований
- Член Российской ассоциации латиноамериканских исследований
- Эксперт Российского института стратегических исследований
- Член Фонда Ромуальдо дель Бьянко (Италия)